# Aleksander Kisiel
Aleksander Kisiel Drohinicki herbu Namiot – podstoli czernihowski w latach 1641–1648.
Protegowany Adama Kisiela. Był żołnierzem, uczestnikiem wojny chocimskiej w 1621 roku i ekspedycji pruskiej 1626 roku. Poseł na sejmy 1637 i 1641 roku.
W 1648 roku był elektorem Jana II Kazimierza Wazy z województwa czernihowskiego i powiatu nowogrodzkosiewierskiego.
Był wyznawcą prawosławia, podpisał się pod aktem obioru metropolity Sylwestra Kosowa w 1647 roku.